# NGC 2610
NGC 2610 é uma nebulosa planetária na direção da constelação de Hydra. O objeto foi descoberto pelo astrônomo William Herschel em 1785, usando um telescópio refletor com abertura de 18,6 polegadas. Devido a sua moderada magnitude aparente (+12,7), é visível apenas com telescópios amadores ou com equipamentos superiores. 